# Visione con Valori
Il Visione con Valori (in spagnolo: Visión con Valores - VIVA) è un partito politico di orientamento liberal-conservatore fondato in Guatemala nel 2007.

## Risultati elettorali

### Elezioni parlamentari
| Elezione | Voti    | %    | Seggi   |
| -------- | ------- | ---- | ------- |
| 2011     | 344.719 | 7,91 | 6 / 158 |
| 2015     | 168.707 | 3,70 | 3 / 158 |
| 2019     | 189.467 | 4,70 | 7 / 160 |

### Elezioni presidenziali
| Elezione | Elezione | Candidato           | Voti    | %    | Esito                |
| -------- | -------- | ------------------- | ------- | ---- | -------------------- |
| 2011     | I turno  | Harold Caballeros   | 276.192 | 6,24 | ❌ Non eletta/o (5º) |
| 2015     | I turno  | Zury Ríos           | 288.421 | 5,89 | ❌ Non eletta/o (5º) |
| 2019     | I turno  | Isaac Farchi Sultán | 259.616 | 5,90 | ❌ Non eletta/o (6º) |
| 2023     | I turno  | Armando Castillo    |         |      |                      |
| 2023     | II turno | Armando Castillo    |         |      |                      |